# Samuel Carey Bradshaw
Samuel Carey Bradshaw (* 10. Juni 1809 in Plumstead, Bucks County, Pennsylvania; † 9. Juni 1872 in Quakertown, Bucks County, Pennsylvania) war ein US-amerikanischer Politiker. Zwischen 1855 und 1857 vertrat er den Bundesstaat Pennsylvania im US-Repräsentantenhaus.

## Werdegang
Samuel Bradshaw besuchte die öffentlichen Schulen seiner Heimat. Nach einem anschließenden Medizinstudium am Pennsylvania Medical College und seiner 1833 erfolgten Zulassung als Arzt begann er in Quakertown in diesem Beruf zu arbeiten. In den 1850er Jahren schloss er sich der Opposition Party an. Bei den Kongresswahlen des Jahres 1854 wurde er im siebten Wahlbezirk von Pennsylvania in das US-Repräsentantenhaus in Washington, D.C. gewählt, wo er am 4. März 1855 die Nachfolge von Samuel Augustus Bridges antrat.
Da Bradshaw im Jahr 1856 nicht bestätigt wurde, konnte er bis zum 3. Januar 1857 nur eine Legislaturperiode im Kongress absolvieren. Diese war von den Ereignissen im Vorfeld des Bürgerkrieges geprägt. Nach seiner Zeit im US-Repräsentantenhaus ist er politisch nicht mehr in Erscheinung getreten. Er starb am 9. Juni 1872 in Quakertown.